# 高俭地山城
高俭地山城，位于现今中华人民共和国辽宁省本溪市桓仁满族自治县华来镇高俭地村，属古高句丽时期山城遗址，当地人谓之“高丽城”。现为中国全国重点文物保护单位。

## 简介
20世纪50年代，中国考古工作者在进行文物普查时，发现了高俭地山城。长期以来，考古工作者对山城进行了多次实地调查和测量，并根据地理位置，认为此地可能是高句丽王国的苍岩城遗址，但从未对此进行过挖掘。直至2008年9月，方由辽宁省、本溪市和桓仁县三级文物部门派员对山城北墙局部进行了挖掘，并于次年7月再次进行了挖掘。两次挖掘，不仅发现了山城的门道、坡道和马面等遗址，还出土了一些陶器和铁器。考古人员根据其建造风格和出土文物形制，推断此处应为高句丽早期山城遗址。
1986年，高俭地山城被列入本溪市文物保护单位；1990年被列入辽宁省文物保护单位。2013年5月，高俭地山城被列入中国第七批全国重点文物保护单位。